# Coronis (Hyade)
Pour les articles homonymes, voir Coronis.
Dans la mythologie grecque, Coronis était une des Hyades, nourrices de Zeus puis de Dionysos. Elle a pour père Océan ou Atlas et pour mère Pléioné ou Éthra.

## Mythologie
Coronis fut une des nourrices de Dionysos. Plus tard, attaquée par Boutès fils de Borée, elle appela le dieu à l'aide. Celui-ci rendit son agresseur aveugle. Boutès se jeta dans un puits.